# Relaciones Costa Rica-Libia
Las relaciones Costa Rica-Libia son las relaciones internacionales entre la República de Costa Rica y el República de Libia.

## Historia y comercio

### Historia
Ambos países establecieron relaciones diplomáticas el 30 de noviembre de 1974.

### Comercio
Libia no ha exportado un solo dólar a Costa Rica desde 2013, cuando exportó planchas de hierro por valor de mil dólares estadounidenses, lo que demuestra la dificultad económica libia. Costa Rica exportó a Libia en 2015 806 mil dólares estadounidenses de banano y otras frutas tropicales.

## Misiones diplomáticas
- La embajada de Costa Rica en Italia concurre con representación diplomática a Libia.
- Libia La embajada de Libia en Nicaragua concurre con representación diplomática a Costa Rica.